# Rairangpur
Rairangpur es una ciudad y comité de área notificada situada en el distrito de Mayurbhanj en el estado de Odisha (India). Su población es de 34929 habitantes (2011). Se encuentra a 76 km de Baripada y a 250 km de Bhubaneswar. 

## Demografía
Según el censo de 2011 la población de Rairangpur era de 34929 habitantes, de los cuales 17532 eran hombres y 17397 eran mujeres. Rairangpur tiene una tasa media de alfabetización del 83,82%, inferior a la media estatal del 72,87%. 

## Clima
| Parámetros climáticos promedio de Rairangpur, Odisha                                                                  | Parámetros climáticos promedio de Rairangpur, Odisha | Parámetros climáticos promedio de Rairangpur, Odisha | Parámetros climáticos promedio de Rairangpur, Odisha | Parámetros climáticos promedio de Rairangpur, Odisha | Parámetros climáticos promedio de Rairangpur, Odisha | Parámetros climáticos promedio de Rairangpur, Odisha | Parámetros climáticos promedio de Rairangpur, Odisha | Parámetros climáticos promedio de Rairangpur, Odisha | Parámetros climáticos promedio de Rairangpur, Odisha | Parámetros climáticos promedio de Rairangpur, Odisha | Parámetros climáticos promedio de Rairangpur, Odisha | Parámetros climáticos promedio de Rairangpur, Odisha | Parámetros climáticos promedio de Rairangpur, Odisha |
| Mes | Ene.                                                 | Feb.                                                 | Mar.                                                 | Abr.                                                 | May.                                                 | Jun.                                                 | Jul.                                                 | Ago.                                                 | Sep.                                                 | Oct.                                                 | Nov.                                                 | Dic.                                                 | Anual                                                |
| --- | ---------------------------------------------------- | ---------------------------------------------------- | ---------------------------------------------------- | ---------------------------------------------------- | ---------------------------------------------------- | ---------------------------------------------------- | ---------------------------------------------------- | ---------------------------------------------------- | ---------------------------------------------------- | ---------------------------------------------------- | ---------------------------------------------------- | ---------------------------------------------------- | ---------------------------------------------------- |
| Temp. máx. media (°C)                                                                                                 | 26.0                                                 | 31.8                                                 | 36.0                                                 | 39.0                                                 | 40.0                                                 | 37.0                                                 | 33.0                                                 | 32.0                                                 | 32.0                                                 | 31.0                                                 | 30.0                                                 | 25.0                                                 | 32.7                                                 |
| Temp. mín. media (°C)                                                                                                 | 13.0                                                 | 19.0                                                 | 23.0                                                 | 26.0                                                 | 28.0                                                 | 29.0                                                 | 27.0                                                 | 26.0                                                 | 25.0                                                 | 22.0                                                 | 20.0                                                 | 16.4                                                 | 22.9                                                 |
| Lluvias (mm) | 0                                                    | 0                                                    | 9.13                                                 | 36.49                                                | 18.4                                                 | 5.98                                                 | 131.52                                               | 97.72                                                | 114.44                                               | 83.9                                                 | 2.7                                                  | 121.9                                                | 622.2                                                |
| Fuente: World Weather online https://www.worldweatheronline.com/lang/en-in/rairangpur-weather-averages/orissa/in.aspx |                                                      |                                                      |                                                      |                                                      |                                                      |                                                      |                                                      |                                                      |                                                      |                                                      |                                                      |                                                      |                                                      |